# 프리 스케이팅
프리 스케이팅(영어: free skating)은 피겨 스케이팅에서 남자 싱글, 여자 싱글, 페어에서 열리는 종목 중 하나이다. 롱 프로그램(영어: long program)이라고도 한다. 프리 스케이팅의 연기 시간은 4분이다.
원래 피겨 스케이팅 대회는 컴펄서리 피겨와 프리 스케이팅으로만 구성되었으며 프리 스케이팅은 필수 사항에서 완전히 자유롭다는 의미에서 "프리"였다. 스케이트 선수는 개인 기술에 적합한 요소의 조합을 이룰수 있다.